# 5 de julho
5 de julho é o 186.º dia do ano no calendário gregoriano (187.º em anos bissextos). Faltam 179 dias para acabar o ano.

## Eventos históricos

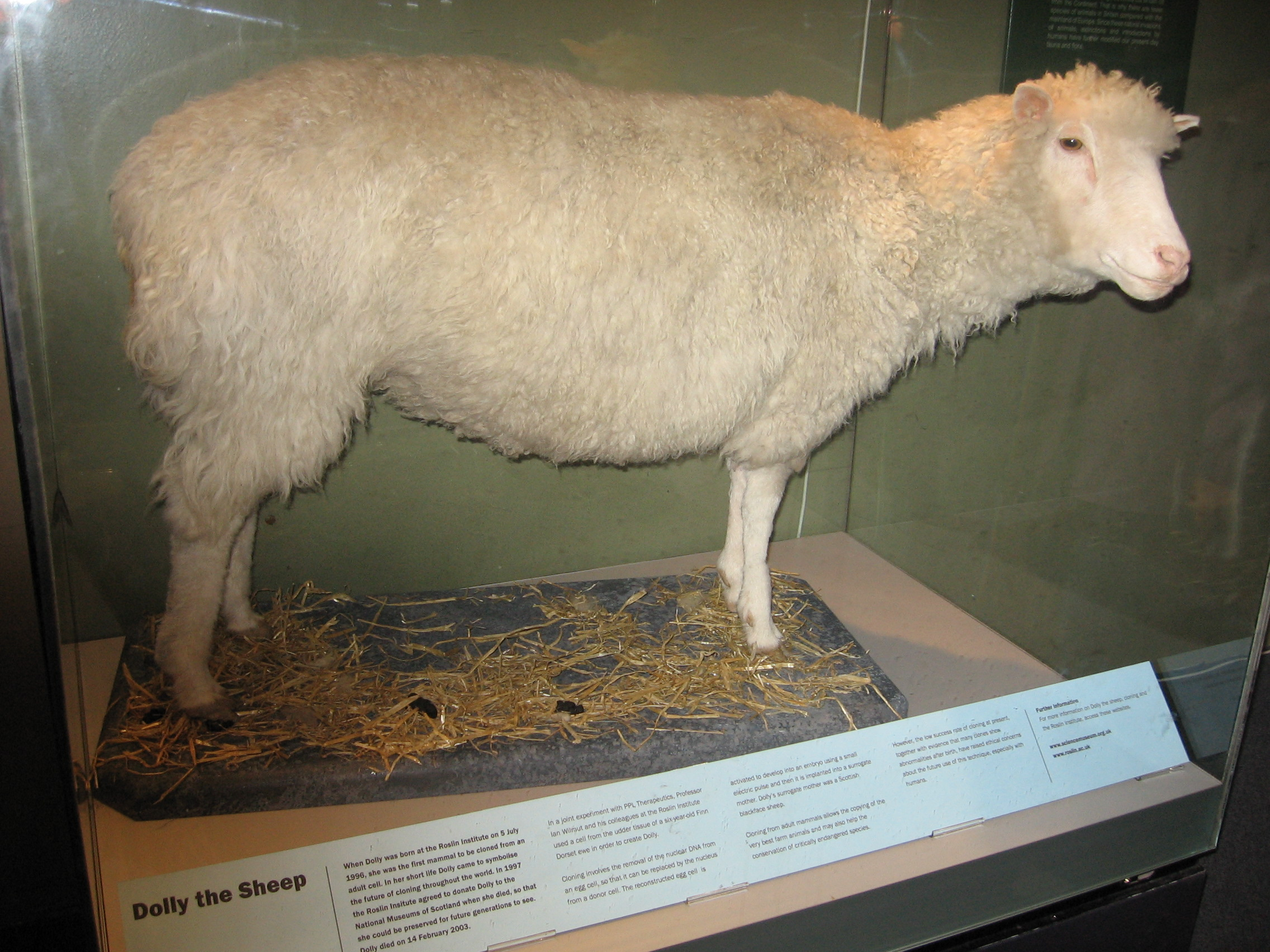
1996: A ovelha Dolly

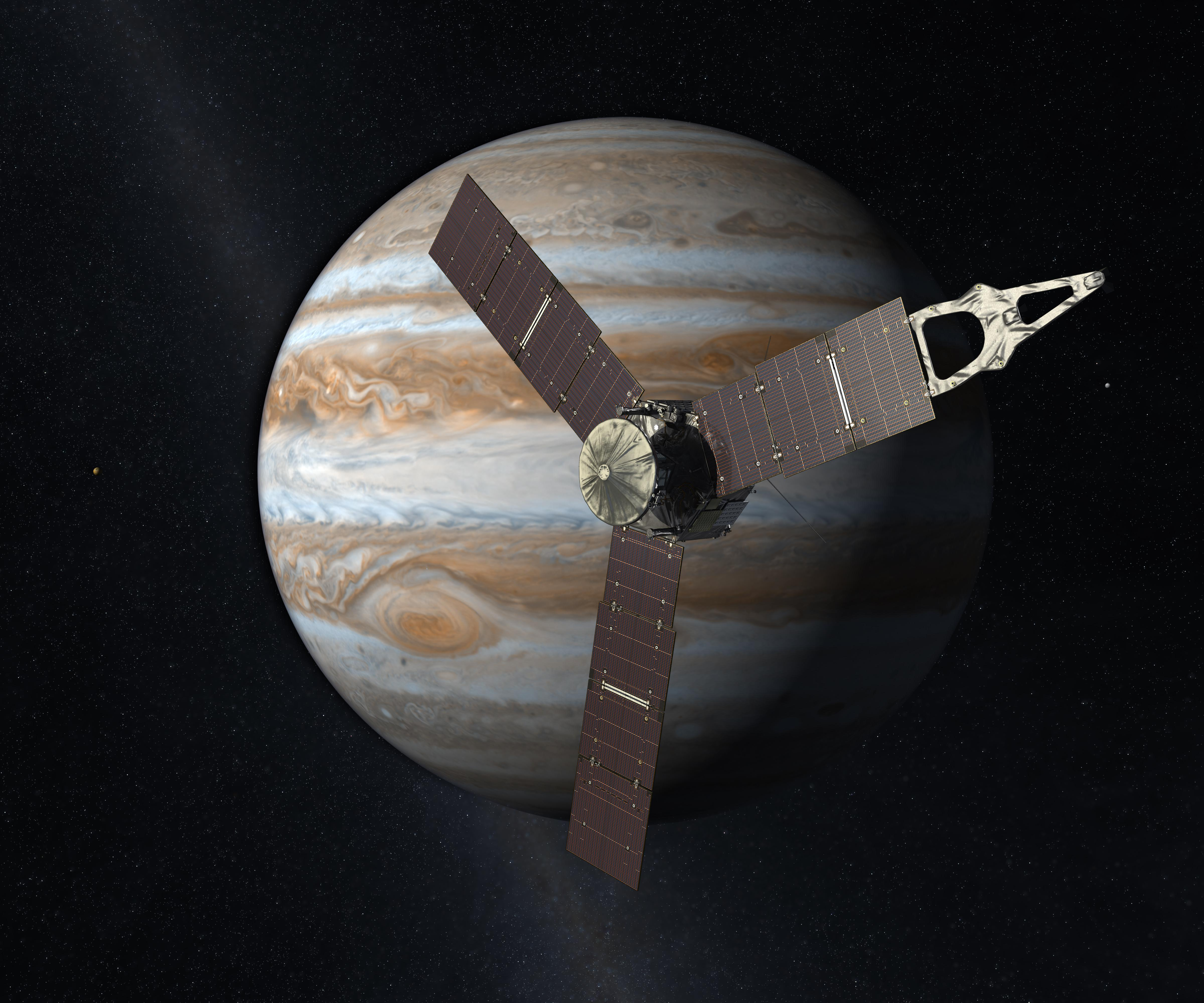
2016: Representação artística da Juno em Júpiter.

- 0328 — Inauguração oficial da Ponte de Constantino construída sobre o Danúbio entre Sucidava (Corabia, Romênia) e Oescus (Gigen, Bulgária).
- 1316 — Os reclamantes borgonheses e maiorquinos do Principado da Acaia se encontram na Batalha de Manolada.
- 1560 — O Tratado de Edimburgo é assinado pela Escócia e pela Inglaterra.
- 1594 — Forças portuguesas sob o comando de Pedro Lopes de Sousa iniciam uma invasão malsucedida do Reino de Cândia durante a Campanha de Danture no Sri Lanka.
- 1687 — Publicação de Princípios Matemáticos da Filosofia Natural, por Isaac Newton.
- 1770 — Começa a Batalha de Chesma entre o Império Russo e o Império Otomano.
- 1807 — Em Buenos Aires as milícias locais repelem os soldados britânicos dentro da Segunda Invasão Inglesa.
- 1809 — A maior batalha das Guerras Napoleônicas, a Batalha de Wagram é travada entre os impérios francês e austríaco.
- 1811 — A Ata da Declaração de Independência da Venezuela é adotada por um congresso das províncias.
- 1813 — Guerra de 1812: começam três semanas de incursões britânicas em Fort Schlosser, Black Rock e Plattsburgh, nos Estados Unidos.
- 1833 — Almirante Charles John Napier derrota a esquadra portuguesa de Dom Miguel I na Batalha do Cabo de São Vicente.
- 1841 — O governo imperial reconhece Maria Amélia como princesa brasileira.[1]
- 1859 — Os Estados Unidos descobrem e reivindicam o Atol Midway.[2]
- 1865 — O Serviço Secreto dos Estados Unidos começa a operar.[2]
- 1884 — O Império Alemão toma posse dos Camarões.
- 1914 — O aviador Eduardo Pacheco Chaves fez o primeiro voo entre São Paulo e Rio de Janeiro, em 4 horas e 40 minutos.
- 1922 — Início do Levante dos 18 do Forte de Copacabana, primeira revolta do movimento tenentista, no contexto da Primeira República Brasileira.
- 1924 — Início da Revolta Paulista de 1924, palco do maior conflito urbano da história do Brasil, com o bombardeamento da cidade de São Paulo pelas forças federais, posteriormente levando à criação da Coluna Prestes.
- 1932 — António de Oliveira Salazar torna-se chefe de Governo de Portugal, com a nomeação do 8.º governo da Ditadura Militar, por si chefiado.
- 1937 — Spam, a carne pré-cozida e enlatada, é introduzida no mercado pela Hormel Foods Corporation.
- 1940 — Segunda Guerra Mundial: o Reino Unido e o governo da França de Vichy interrompem as relações diplomáticas.
- 1941 — Segunda Guerra Mundial: Operação Barbarossa: as tropas alemãs chegam ao rio Dniepre.
- 1943
  - Segunda Guerra Mundial: uma frota de invasão aliada navega para a Sicília (Operação Husky, 10 de julho de 1943).
  - Segunda Guerra Mundial: as forças alemãs iniciam uma ofensiva massiva contra a União Soviética na Batalha de Kursk, também conhecida como Operação Cidadela.
- 1945 — Segunda Guerra Mundial: declarada a libertação das Filipinas.
- 1946 — O biquíni começa a ser vendido depois de estrear durante um desfile de moda ao ar livre na piscina Molitor em Paris, França.
- 1950 — Sionismo: a Knesset aprova a Lei do retorno, que concede a todos os judeus o direito de imigrar para Israel.
- 1962 — Proclamada a independência oficial da Argélia após uma guerra de oito anos com a França.
- 1973 — Juvénal Habyarimana toma o poder em Ruanda em um golpe de estado.[3]
- 1975 — Cabo Verde ganha sua independência de Portugal.
- 1977 — As Forças Armadas do Paquistão sob o comando de Muhammad Zia-ul-Haq tomam o poder na Operação Fair Play e iniciam 11 anos de lei marcial. Zulfikar Ali Bhutto, o primeiro primeiro-ministro eleito do Paquistão, é derrubado.
- 1987 — Guerra Civil do Sri Lanka: o Tigres de Liberação do Tamil Eelam usa ataques suicidas contra o Exército do Sri Lanka pela primeira vez. Nascem os Tigres Negros e, nos anos seguintes, continuarão a matar com a tática.
- 1994 — Jeff Bezos funda a Amazon.
- 1995 — A República da Armênia adota sua constituição, quatro anos após sua independência da União Soviética.
- 1996 — A ovelha Dolly torna-se o primeiro mamífero clonado de uma célula adulta.
- 1999 — O presidente dos Estados Unidos, Bill Clinton, impõe sanções comerciais e econômicas contra o regime talibã no Afeganistão.
- 2003 — A Organização Mundial da Saúde anuncia que o surto de SARS de 2002–2004 foi contido.[4]
- 2004 — É realizada a primeira eleição presidencial direta na Indonésia.[5]
- 2006 — A Coreia do Norte testa quatro mísseis de curto alcance, um míssil de médio alcance e um Taepodong-2 de longo alcance. O Taepodong-2 de longo alcance supostamente falha no ar sobre o Mar do Japão.[6]
- 2009
  - Uma série de distúrbios violentos irrompem em Ürümqi, a capital da Região Autônoma Uigur de Xinjiang, na China.
  - Encontrado o maior tesouro de ouro anglo-saxão já descoberto na Inglaterra, composto por mais de 1 500 itens, próximo da vila de Hammerwich, perto de Lichfield, Staffordshire.
- 2012 — Inaugurado em Londres o Shard London Bridge, o edifício até então mais alto da Europa, com uma altura de 310 metros.
- 2016 — A sonda espacial Juno chega a Júpiter e inicia um levantamento de 20 meses do planeta.
- 2018 — Lituânia se torna o 36.º membro da OCDE.

## Nascimentos

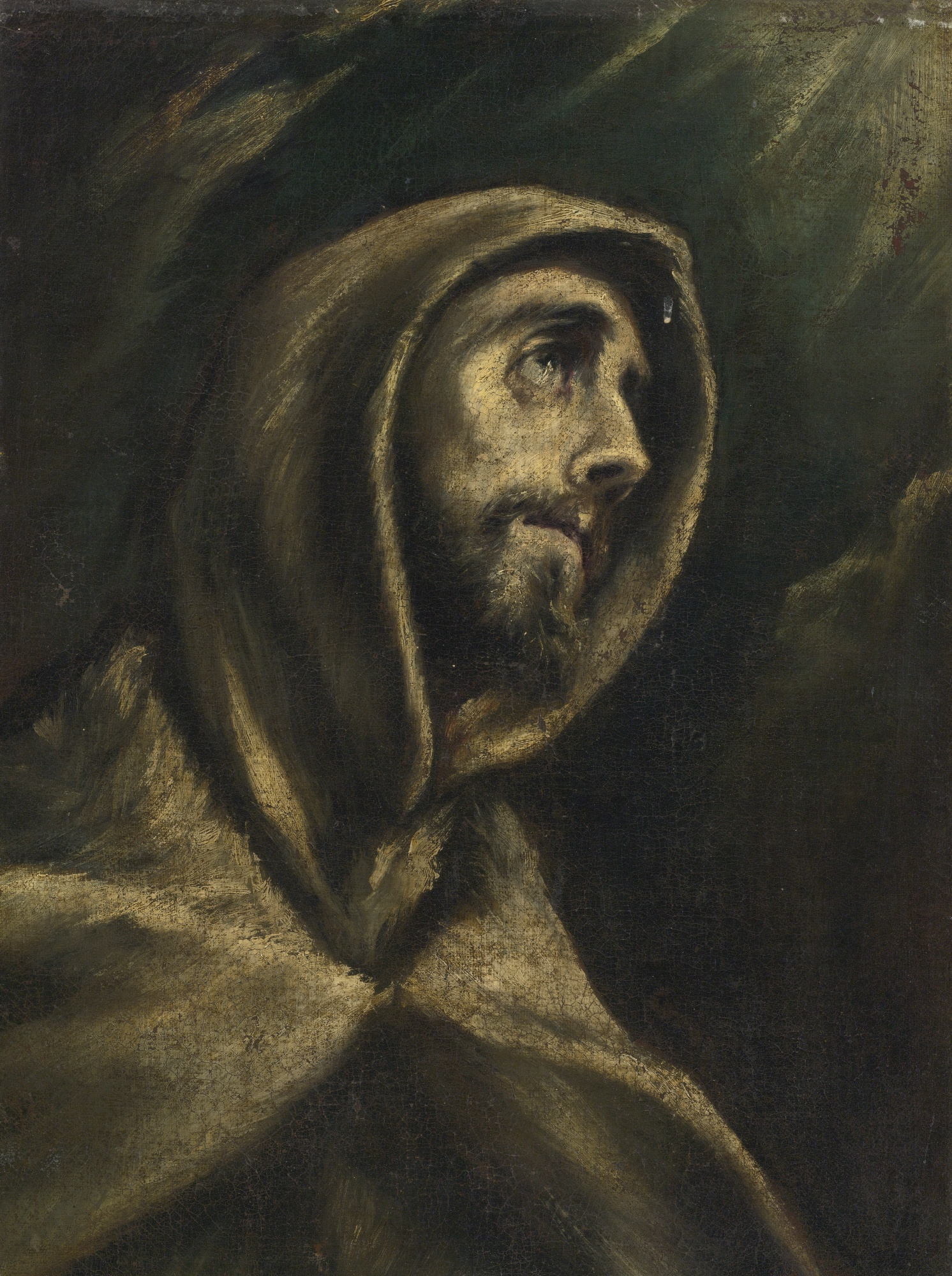
São Francisco de Assis

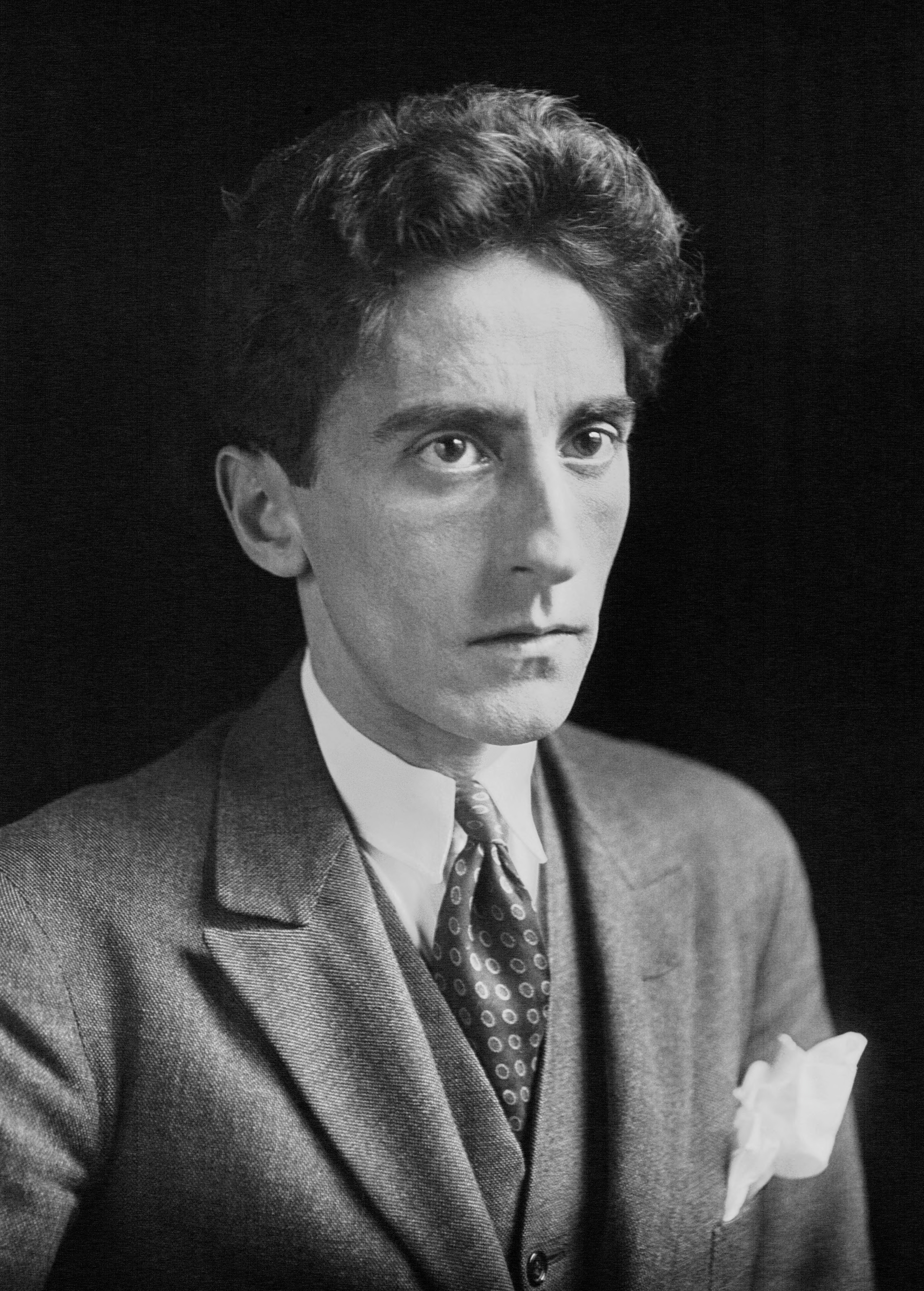
Jean Cocteau

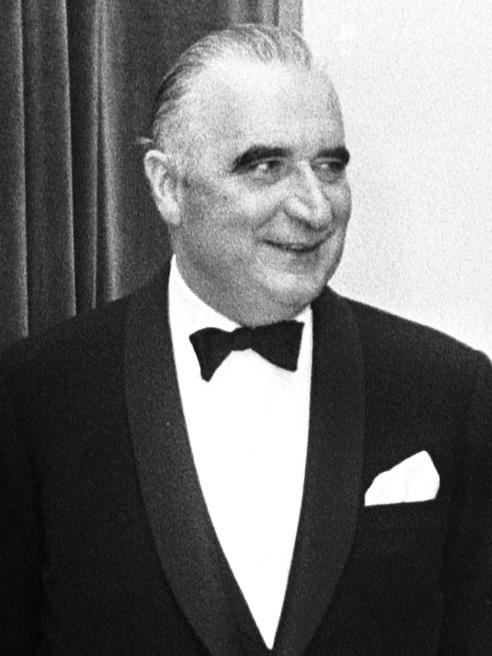
Georges Pompidou

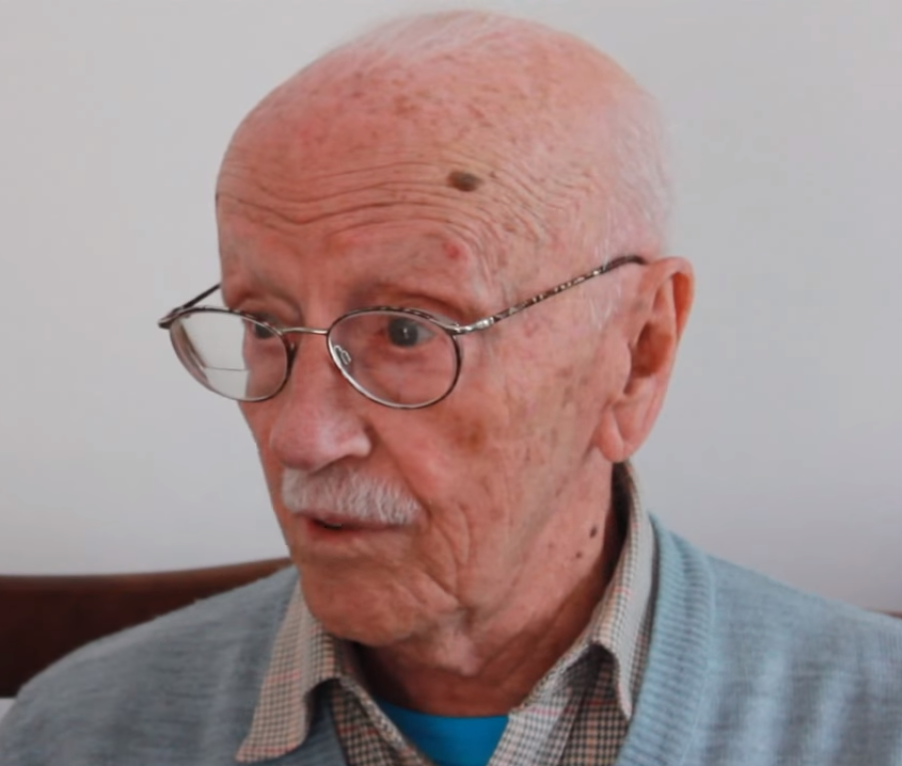
Hélio Bicudo

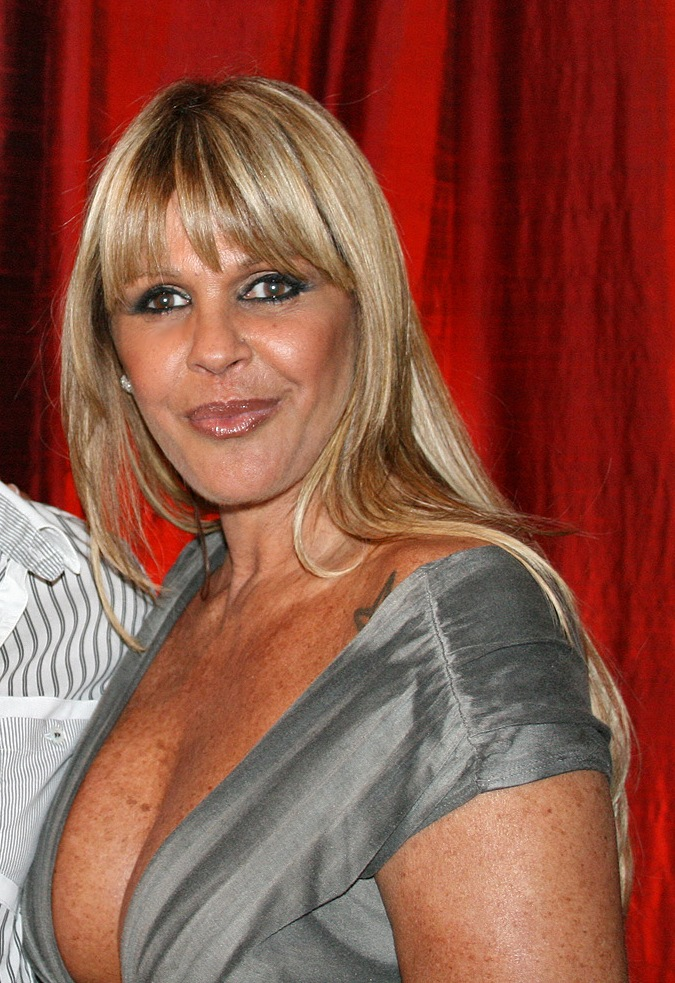
Monique Evans

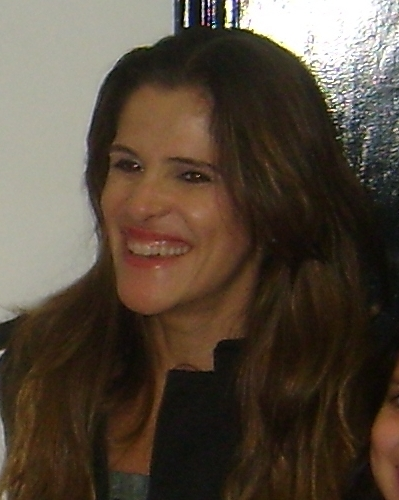
Ingrid Guimarães

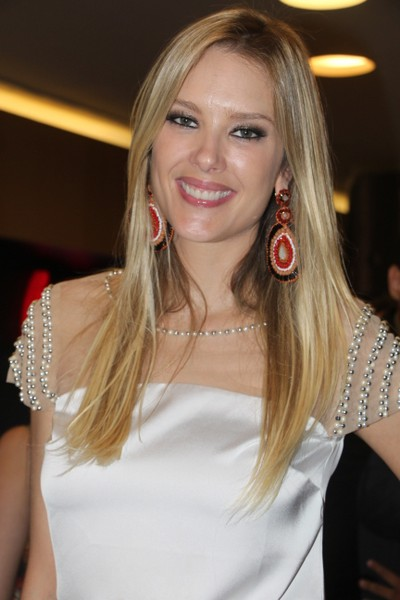
Gianne Albertoni

### Anteriores ao século XIX
- 1182 — Francisco de Assis, frade católico italiano (m. 1226).
- 1321 — Joana de Inglaterra (m. 1362).
- 1466 — Giovanni Sforza, senhor de Pésaro e Gradara (m. 1510).
- 1547 — Garcia de Médici (m. 1562).
- 1549 — Francesco Maria Bourbon del Monte Santa Maria, cardeal italiano (m. 1627).
- 1554 — Isabel da Áustria, rainha consorte da França (m. 1592).
- 1670 — Doroteia Sofia de Neuburgo, duquesa de Parma e Placência (m. 1748).
- 1717 — Pedro III, rei consorte de Portugal (m. 1786).
- 1753 — Jonathan Hornblower, inventor e engenheiro inglês (m. 1815).
- 1755 — Sarah Siddons, atriz britânica (m. 1831).
- 1766 — Jean-Pierre de Montalivet, político francês (m. 1823).
- 1791 — Samuel Bailey, filósofo e escritor britânico (m. 1870).

### Século XIX
- 1801 — David Farragut, militar estadunidense (m. 1870).
- 1802 — Pavel Nakhimov, militar russo (m. 1855).
- 1805 — Robert FitzRoy, navegador, explorador e meteorologista britânico (m. 1865).
- 1814 — Jane Freshfield, escritora e alpinista britânica (m. 1901).
- 1820 — William Rankine, físico e engenheiro britânico (m. 1872).
- 1832 — Pavel Chistyakov, pintor russo (m. 1919).
- 1837 — Joaquim IV de Constantinopla (m. 1887).
- 1845 — August Wilhelm Heinrich Blasius, ornitólogo alemão (m. 1912).
- 1853
  - Cecil Rhodes, empresário e político britânico (m. 1902).
  - Charles Mengin, escultor e pintor francês (m. 1933).
- 1857 — Clara Zetkin, professora, jornalista e política alemã (m. 1933).
- 1863 — Tibor von Földváry, patinador artístico húngaro (m. 1912).
- 1867 — Miguel Abadía Méndez, político, escritor e jurista colombiano (m. 1947).
- 1872 — Édouard Herriot, político francês (m. 1957).
- 1879
  - Wanda Landowska, musicóloga polonesa (m. 1959).
  - Dwight Davis, político e tenista estadunidense (m. 1945).
- 1880 — Jan Kubelík, violinista e compositor checo (m. 1940).
- 1885 — André Lhote, escultor e pintor francês (m. 1962).
- 1886 — Nathaniel Niles, patinador artístico estadunidense (m. 1932).
- 1888 — Herbert Spencer Gasser, fisiologista estadunidense (m. 1963).
- 1889 — Jean Cocteau, escritor e cineasta francês (m. 1963).
- 1891 — John Howard Northrop, químico estadunidense (m. 1987).
- 1893 — Anthony Berkeley, escritor britânico (m. 1971).
- 1900 — Yoshimaro Yamashina, ornitólogo japonês (m. 1989).

### Século XX

#### 1901–1950
- 1901 — Julio Libonatti, futebolista e treinador de futebol argentino (m. 1981).
- 1902 — Johannes Mastenbroek, treinador de futebol neerlandês (m. 1978).
- 1904 — Ernst Mayr, biólogo alemão (m. 2005).
- 1906
  - Gentil Cardoso, treinador de futebol brasileiro (m. 1970).
  - John Crammond, piloto de skeleton britânico (m. 1978).
- 1908 — Henrique de Orléans (m. 1999).
- 1910 — Robert Merton, sociólogo estadunidense (m. 2003).
- 1911 — Georges Pompidou, político francês (m. 1974).
- 1913 — Luís de Castro Faria, antropólogo brasileiro (m. 2004).
- 1922 — Hélio Bicudo, jurista e político brasileiro (m. 2018).
- 1924 — Osman Lins, escritor brasileiro (m. 1978).
- 1926
  - Ivo Pitanguy, cirurgião plástico brasileiro (m. 2016).
  - Salvador Jorge Blanco, político dominicano (m. 2010).
  - Diana Lynn, atriz estadunidense (m. 1971).
- 1928 — Pierre Mauroy, político francês (m. 2013).
- 1929
  - Warren Oates, ator estadunidense (m. 1982).
  - Katherine Helmond, atriz e diretora estadunidense (m. 2019).
- 1930 — John Wood, ator britânico (m. 2011).
- 1931 — António de Macedo, cineasta português (m. 2017).
- 1932 — Gyula Horn, político húngaro (m. 2013).
- 1934 — Vladislao Cap, futebolista e treinador de futebol argentino (m. 1982).
- 1935 — Ibsen Pinheiro, jornalista, advogado e político brasileiro (m. 2020).
- 1936
  - Frederick Ballantyne, político são-vicentino (m. 2020).
  - James Mirrlees, economista britânico (m. 2018).
- 1940 — Tony Tarantino, ator e compositor estadunidense (m. 2023).
- 1941
  - Antonio Escohotado, filósofo, jurista, ensaísta e tradutor espanhol (m. 2021).
  - Kouji Nakamoto, comediante e ator japonês (m. 2022).
  - Epeli Nailatikau, militar e político fijiano.
- 1942 — Johannes Löhr, futebolista e treinador de futebol alemão (m. 2016).
- 1943 — Robbie Robertson, músico canadense (m. 2023).
- 1944 — Geneviève Grad, atriz francesa (m. 2024).
- 1946 — Gerard 't Hooft, físico neerlandês.
- 1948 — Liliana Abud, atriz e escritora mexicana.
- 1949
  - Silvio Santisteban, compositor e violonista brasileiro.
  - Mohamed Akid, futebolista tunisiano (m. 1979).
  - Atanas Mihaylov, futebolista búlgaro (m. 2006).
- 1950
  - Huey Lewis, ator, cantor e letrista estadunidense.
  - Carlos Caszely, ex-futebolista chileno.

#### 1951–2000
- 1951 — Gilbert Van Binst, ex-futebolista belga (m. 2025).
- 1952 — Tamás Buday, ex-canoísta húngaro.
- 1954
  - Jimmy Crespo, guitarrista e compositor estadunidense.
  - Elżbieta Pierzchała, política polonesa.
- 1955 — Mia Couto, escritor e biólogo moçambicano.
- 1956
  - Monique Evans, modelo, atriz e apresentadora de televisão brasileira.
  - Horacio Cartes, político paraguaio.
  - Terry Chimes, baterista britânico.
- 1958
  - Bill Watterson, cartunista estadunidense.
  - Veronica Guerin, jornalista irlandesa (m. 1996).
- 1960 — Gary Gillespie, ex-futebolista britânico.
- 1961 — Zlatko Saračević, handebolista croata (m. 2021).
- 1963
  - Edie Falco, atriz estadunidense.
  - Dorien Wilson, ator estadunidense.
  - Cho Min-Kook, ex-futebolista sul-coreano.
- 1964
  - Filip De Wilde, ex-futebolista belga.
  - Piotr Nowak, ex-futebolista e treinador de futebol polonês.
- 1966 — Gianfranco Zola, ex-futebolista e treinador de futebol italiano.
- 1967
  - Christian Miniussi, ex-tenista argentino.
  - Déo Garcez, ator brasileiro.
  - Mustafa Al-Kadhimi, político iraquiano.
- 1968
  - Petrônio Gontijo, ator brasileiro.
  - Ken Akamatsu, mangaka japonês.
  - Alex Zülle, ex-ciclista suíço.
  - Michael Stuhlbarg, ator estadunidense.
  - Ted Price, empresário e produtor de jogos norte-americano.
  - Susan Wojcicki, executiva de negócios estadunidense (m. 2024).
- 1969
  - Glenn Magnusson, ex-ciclista sueco.
  - Michael O'Neill, ex-futebolista e treinador de futebol britânico.
- 1970 — Mac Dre, rapper estadunidense (m. 2004).
- 1971 — Derek McInnes, ex-futebolista e treinador de futebol britânico.
- 1972
  - Ingrid Guimarães, atriz brasileira.
  - Robert Esmie, ex-velocista canadense.
- 1973
  - Marcus Allbäck, ex-futebolista sueco.
  - Róisín Murphy, cantora irlandesa.
  - Ana Paula Guimarães, atriz e diretora brasileira.
- 1974
  - Roberto Locatelli, motociclista italiano.
  - Amoroso, ex-futebolista brasileiro.
  - Kim Byung-chul, ator sul-coreano.
- 1975
  - Hernán Crespo, ex-futebolista e treinador de futebol argentino.
  - Pedro Sarabia, ex-futebolista paraguaio.
  - Pius N'Diefi, ex-futebolista camaronês.
  - Ai Sugiyama, ex-tenista japonesa.
- 1976
- Nuno Gomes, ex-futebolista português.
- Daniel Alejandro Brittes, músico e compositor Argentino.
- 1977
  - Renata Fan, apresentadora de televisão brasileira.
  - Nicolas Kiefer, ex-tenista alemão.
  - Ondjaki, poeta e escritor angolano.
  - Royce da 5'9", rapper estadunidense.
- 1978 — Allan Simonsen, automobilista dinamarquês (m. 2013).
- 1979
  - Amélie Mauresmo, ex-tenista francesa.
  - Nonato, futebolista brasileiro.
  - Shane Filan, músico irlandês.
  - Stiliyan Petrov, ex-futebolista búlgaro.
- 1980
  - Jason Wade, músico estadunidense.
  - David Rozehnal, ex-futebolista tcheco.
- 1981
  - Gianne Albertoni, modelo e apresentadora brasileira.
  - Ryan Hansen, ator estadunidense.
- 1982
  - Alberto Gilardino, ex-futebolista e treinador de futebol italiano.
  - Paíto, ex-futebolista moçambicano.
  - Fabrício, futebolista brasileiro.
  - Julien Féret, ex-futebolista francês.
  - Philippe Gilbert, ciclista francês.
  - Junri Namigata, tenista japonesa.
- 1983
  - Zheng Jie, ex-tenista chinesa.
  - Marcela Kloosterboer, atriz argentina.
  - Jonás Gutiérrez, futebolista argentino.
- 1984
  - Simão, futebolista brasileiro.
  - Henrique Barbosa, nadador brasileiro.
  - Danay García, atriz cubana.
- 1985
  - Stephanie McIntosh, atriz e cantora australiana.
  - Nick O'Malley, músico britânico.
  - Megan Rapinoe, futebolista estadunidense.
  - François Arnaud, ator francês.
- 1986
  - Adam Young, músico estadunidense.
  - Piermario Morosini, futebolista italiano (m. 2012).
  - Irina Buryachok, tenista ucraniana.
  - Michele Pirro, motociclista italiano.
- 1987 — Ji Chang-wook, ator coreano.
- 1988
  - Jefferson, futebolista brasileiro.
  - Luma Costa, atriz brasileira.
  - Samir Ujkani, futebolista kosovar.
- 1989
  - Dejan Lovren, futebolista croata.
  - Stéphane Agbre Dasse, futebolista burquinês.
  - Charlie Austin, futebolista britânico.
  - Hiroyuki Abe, futebolista japonês.
- 1990 — Carlotta Giovannini, ex-ginasta italiana.
- 1991
  - Jason Dolley, ator estadunidense.
  - Everaldo Stum, futebolista brasileiro.
- 1992
  - Alberto Moreno Pérez, futebolista espanhol.
  - Ladislav Krejčí, futebolista tcheco.
- 1993 — Felipe Nascimento, pentatleta brasileiro.
- 1994 — Robin Gosens, futebolista alemão.
- 1995
  - Giovanni Simeone, futebolista argentino.
  - Alice Milagres, atriz brasileira.
  - Youssouf Koné, futebolista burquinês.
- 1996
  - Adama Diakhaby, futebolista francês.
  - Iuliana Popa, remadora romena.
- 1999 — Trevoh Chalobah, futebolista britânico.
- 2000 — Sebastian Korda, tenista americano.

### Século XXI
- 2001 — Chrystian Barletta, futebolista brasileiro.
- 2003 — Phuwin Tangsakyuen, ator e dublador tailandês.

## Mortes

### Anteriores ao século XIX
- 1091 — Guilherme de Hirsau, abade alemão (n. 1030).
- 1539 — Antônio Maria Zaccaria, santo italiano (n. 1502).
- 1375 — Carlos III de Alençon, nobre francês (n. 1337).
- 1507 — Petrus Crinitus, poeta italiano (n. 1474).

- 1561 — Luísa de Bourbon-Montpensier, nobre francesa (n. 1482).
- 1666 — Alberto VI, Duque da Baviera-Leuchtenberg (n. 1584).
- 1715 — Charles Ancillon, jurista e diplomata francês (n. 1659).
- 1773 — Francisco José Freire, historiador e filósofo português (n. 1719).

### Século XIX
- 1826 — Thomas Stamford Raffles, militar, administrador colonial e naturalista britânico (n. 1781).
- 1833 — Joseph Nicéphore Niépce, inventor francês (n. 1765).
- 1862 — Heinrich Georg Bronn, geólogo e paleontólogo alemão (n. 1800).

### Século XX
- 1911 — Maria Pia de Saboia, rainha consorte de Portugal (n. 1847).
- 1969 — Leo McCarey, diretor de cinema estadunidense (n. 1898).
- 1976 — Anna Hübler, patinadora artística alemã (n. 1885).
- 1983 — Harry James, ator e músico de jazz e maestro estadunidense (n. 1916).
- 1986 — Noel Counihan, pintor australiano (n. 1913).
- 1989 — Bispo do Rosário, artista plástico brasileiro (n. 1909).
- 1994 — Lennart Klingström, velocista sueco (n. 1916).
- 1999 — Consuelo Leandro, atriz e comediante brasileira (n. 1932).
- 2000
  - Edgar Cardoso, engenheiro de pontes português (n. 1913).
  - Dorino Serafini, automobilista italiano (n. 1909).

### Século XXI
- 2002 — Ted Williams, jogador de beisebol estadunidense (n. 1918).
- 2003 — Isabel de Orléans e Bragança (n. 1911).
- 2004 — Rodger Ward, automobilista estadunidense (n. 1921).
- 2005 — Leo Breiman, estatístico estadunidense (n. 1928).
- 2006 — Kenneth Lay, empresário estadunidense (n. 1942).
- 2008
  - Frank Schaeffer, artista plástico brasileiro (n. 1917).
  - René Harris, político nauruano (n. 1947).
- 2009 — John Bachar, alpinista estadunidense (n. 1957).
- 2011 — Gordon Tootoosis, ator canadense (n. 1941).
- 2014 — Rosemary Murphy, atriz estadunidense (n. 1925).
- 2015 — Osmiro Campos, ator, roteirista e dublador brasileiro (n. 1933).
- 2017
  - Joaquín Navarro-Valls, jornalista e médico espanhol (n. 1936).
  - Pimpan Buranapim, atriz e comediante tailandesa (n. 1945).
- 2018 — Jean-Louis Pierre Tauran, cardeal francês e camerlengo da cúria romana (n. 1943).
- 2019 — Mendonça, futebolista brasileiro (n. 1956).
- 2020 — Nick Cordero, ator de cinema e televisão canadense (n. 1978).
- 2021 — Vladimir Menshov, ator e cineasta russo (n. 1939).
- 2024
  - Jon Landau, produtor de cinema estadunidense (n. 1960).
  - Laércio de Freitas, pianista, maestro, compositor e ator brasileiro (n. 1941).
- 2025
  - Gedelti Gueiros, pastor brasileiro e fundador da Igreja Cristã Maranata (n. 1931).[7]
  - Régis Bonvicino, poeta brasileiro (n. 1955).

## Feriados e eventos cíclicos

### Internacional
- Dia Mundial do Biquini
- Dia Mundial da Capoeira

### Brasil
- Aniversário dos municípios de Antônio Gonçalves e Cândido Sales, na Bahia
- Aniversário dos municípios de Beberibe e Sobral, no Ceará
- Aniversário do município de Itaguaí, no Rio de Janeiro
- Aniversário do município de de Fernando Prestes, em São Paulo

### Cristianismo
- Antônio Maria Zaccaria

## Outros calendários
- No calendário romano era o 3.º dia (III) antes das nonas de julho.
- No calendário litúrgico tem a letra dominical D para o dia da semana.
- No calendário gregoriano a epacta do dia é xxii.